# Curación del paralítico en Betesda

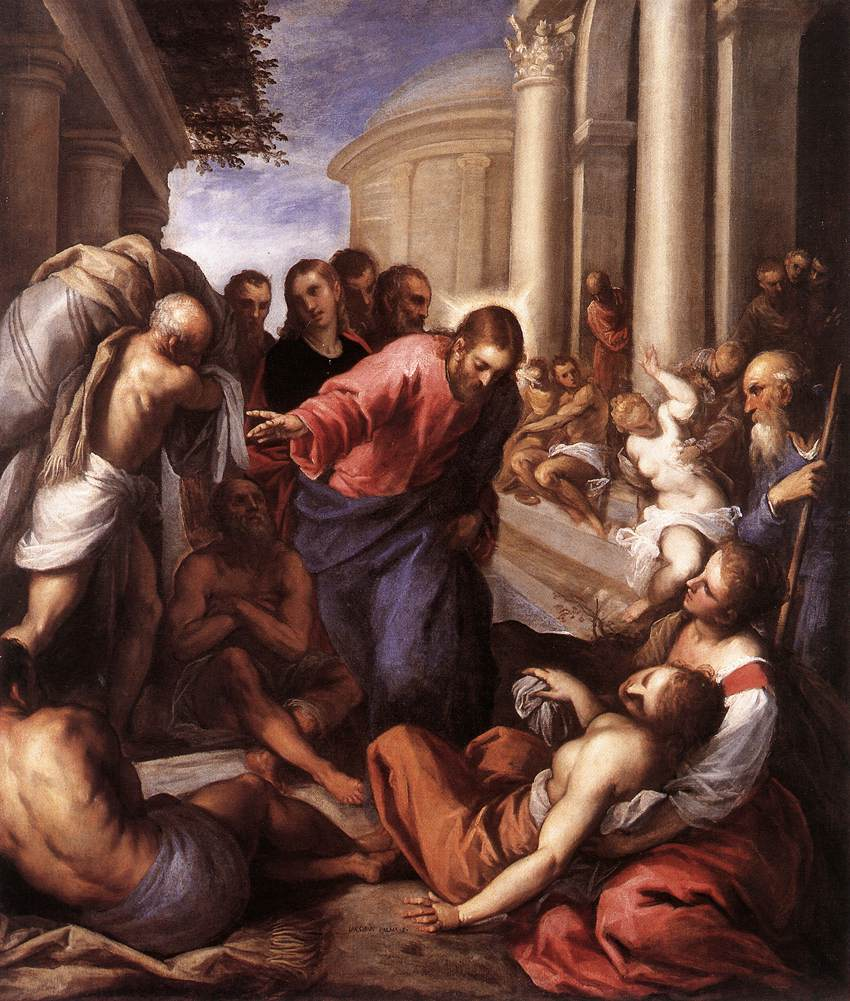
Cristo curando al paralítico en Bethesda, de Palma il Giovane, 1592.

La curación de un paralítico en Betesda es una de las  curaciones milagrosas atribuidas a  Jesús en el Nuevo Testamento.
Este evento se relata solo en el Evangelio de Juan, que dice que tuvo lugar cerca de la Puerta de las Ovejas en Jerusalén (ahora la Puerta de los Leones ), cerca de una fuente o un estanque llamado "Bethzatha" en la versión Novum Testamentum Graece del Nuevo Testamento. La versión estándar revisada y la nueva versión estándar revisada usan el nombre "Bethzatha", pero otras versiones como la Biblia del rey Jacobo o Versión Autorizada del Rey Jacobo, en inglés, King James Version (KJV), Authorized Version (AV) o King James Bible (KJB), la Biblia de Ginebra, la «Biblia inglesa revisada» , la «Biblia de Nueva Jerusalén» y la «Nueva Biblia americana» ) tienen mantienen el nombre de "Bethesda". El lugar se llama "Probatica, o en hebreo Bethsaida", en la Biblia Douay-Rheims.

## Texto bíblico
Texto según san Juan. (Juan 5:1-18)

Después de esto se celebraba una fiesta de los judíos, y Jesús subió a Jerusalén. Hay en Jerusalén, junto a la puerta de las ovejas, una piscina, llamada en hebreo Betzata, que tiene cinco pórticos, bajo los que yacía una muchedumbre de enfermos, ciegos, cojos y paralíticos. (4) Estaba allí un hombre que padecía una enfermedad desde hacía treinta y ocho años. Jesús, al verlo tendido y sabiendo que llevaba ya mucho tiempo, le dijo: —¿Quieres curarte? El enfermo le contestó: —Señor, no tengo a nadie que me meta en la piscina cuando se mueve el agua; mientras voy, baja otro antes que yo. Le dijo Jesús: —Levántate, toma tu camilla y ponte a andar. Al instante aquel hombre quedó sano, tomó su camilla y echó a andar. Aquel día era sábado. Entonces le dijeron los judíos al que había sido curado: —Es sábado y no te es lícito llevar la camilla. Él les respondió: —El que me ha curado es el que me dijo: «Toma tu camilla y anda». Le interrogaron: —¿Quién es el hombre que te dijo: «Toma tu camilla y anda»? El que había sido curado no sabía quién era, pues Jesús se había apartado de la muchedumbre allí congregada. Después de esto lo encontró Jesús en el Templo y le dijo: —Mira, estás curado; no peques más para que no te ocurra algo peor. Se marchó aquel hombre y les dijo a los judíos que era Jesús el que le había curado. Por eso perseguían  los judíos a Jesús, porque había hecho esto un sábado. Jesús les replicó: —Mi Padre no deja de trabajar, y yo también trabajo. Por esto los judíos con más ahínco intentaban matarle, porque no sólo quebrantaba el sábado, sino que también llamaba a Dios Padre suyo, haciéndose igual a Dios.

## Interpretación de la Iglesia católica
Los Padres de la Iglesia enseñan que esa piscina es la prefiguración del  Bautismo cristiano pero con la gran diferencia de que, mientras en esta piscina podían curarse los males físicos, los del cuerpo, en el Bautismo se curan los del alma. En la piscina se curaban algunos y de vez en cuando mientras que con el Bautismo se curan todos y siempre. En los dos casos se manifiesta el poder de Dios por medio del agua.
Es posible que el paralítico acudiera al templo para dar gracias a Dios por su curación. En ese momento Jesús sale a su encuentro y le recuerda que la salud  del alma es más importante que la del cuerpo. Al decirle  no peques más para que no te ocurra algo peor el Señor recurre al santo temor de Dios como aliciente contra el pecado. Este santo temor de Dios nace del respeto que se le debe a Dios y que se compagina perfectamente con el amor a Él.
La ley de Moisés señalaba el sábado como día de descanso semanal; así los judíos querían imitar la manera de obrar de Dios en la  Creación. A este respecto indica  santo Tomás que Jesús rechaza la interpretación tan estricta y estrecha de los judíos de la siguiente manera:

Estos, queriendo imitar a Dios, no hacían nada en sábado, como si Dios en este día hubiera dejado de actuar. Es verdad que en sábado descansó de la creación de nuevas criaturas, pero siempre y de forma continua, conservándoles el ser....Dios es la causa de todas las cosas en el sentido de que también las hace subsistir; porque si en un momento dado se interrumpiera su poder, al instante dejarían de existir todas las cosas que la naturaleza contiene

Ls palabras de Jesús «Mi padre trabaja hasta el presente, y yo también trabajo» hacen referencia implícita a su naturaleza divina y así lo entendieron los judíos ya que lo consideraban una blasfemia por lo que querían darle muerte. A este respecto comenta  san Agustín:

Todos llamamos a Dios 'Padre Nuestro que estás en los Cielos'. No se enfurecían, por tanto, porque dijese que Dios era su padre sino porque le llamaba Padre de una manera muy distinta de como le llaman los hombres. Mirad cómo los judíos ven; los arrianos en cambio  no  quieren ver. Estos dicen que el Hijo no es igual al Padre, y de aquí surge una herejía que aflige a la Iglesia. Ved cómo hasta los mismos ciegos y los mismos que mataron a Cristo entendieron el sentido de las palabras del Señor

## Comparación con Hechos-3
En el libro de los Hechos de los apóstoles 3:1-10 se registra un evento de sanidad similar, en el que los apóstoles  Pedro y  Juan visitan el templo y sanan a una persona discapacitada en el nombre de Jesús. El escenario es comparable, en cada caso se nombra un lugar específico en Jerusalén, y en cada caso se destaca el hecho de que la persona sanada se alejó.